# Горенє-при-Зречах
Горенє-при-Зречах (словен. Gorenje pri Zrečah) — поселення в общині Зрече, Савинський регіон, Словенія. 
Висота над рівнем моря: 761,8 м.